# Achrioptera punctipes
Achrioptera punctipes är en insektsart. Achrioptera punctipes ingår i släktet Achrioptera och familjen Phasmatidae.

## Underarter
Arten delas in i följande underarter:
- A. p. cliquennoisi
- A. p. punctipes